# زاویه دید نمایشگرهای کریستال مایع
در نمایشگرهای کریستال مایع، به انحراف زاویه افقی یا عمودی که کاربر قادر به مشاهده تصاویر بدون کاهش کیفیت رنگ و شفافیت تصویر می‌باشد، زاویه دید گفته می‌شود.

## تعریف
زاویه دید، زاویه‌ای است که اگر به اندازه ان به صورت افقی یا عمودی از مرکز نمایشگر منحرف شویم کنتراست، وضوح و روشنایی تصویر قابل قبول بماند. این زاویه رابطه مستقیمی با نسبت کنتراست نمایشگر دارد. در حال حاضر استانداردی برای محاسبه این زاویه وجود ندارد. مقدار مناسب برای نمایشگرهای کنونی 160 درجه عمودی و افقی است.